# Енні Леф
Енні Марія Тереза Йоганссон (швед. Annie Marie Therése Johansson), у шлюбі Леф (швед. Lööf, 16 липня 1983, парафія Вернаму в лені Єнчепінг) - шведська політична діячка, юристка, автобіографка. Голова Партії центру з 2011 року, парламентарка від округу Йончепінг після парламентських виборів у Швеції 2006 року. В 2011–2014 роках міністерка підприємництва Швеції в уряді Рейнфельдта.

## Біографія

### Ранні роки, сім'я
Енні Йоганссон народилася і виросла в селі Мараме, на півночі від Вернаму. В даний час вона живе в Наці поблизу Стокгольма. Вона є дочкою Ганса-Герана Йоганссона, члена центральної партії і голови міської ради Вернаму. Її мати, Роуз-Марі Йоганссон (до шлюбу Йонссон), працювала радницею банку у Föreningssparbanken у Вернаму.
У молодості Йоганссон цікавилася футболом і політикою. Вона грала у футбол і була воротаркою у жіночій юніорській футбольній команді ІФК Вернаму. Протягом останнього року гімназії вона почала займатися політикою і увійшла до Центристської партії восени 2001 року. Вивчала програму соціальних наук у гімназії Фіннведенс. Закінчила гімназію в 2002 році з найвищими оцінками з усіх предметів.
Після навчання була прийнята на посаду омбудсменки виборчого комітету молодіжної федерації Центральної партії (CUF) в лені Єнчепінг під час парламентських виборів 2002 року. У цьому ж році вона була нагороджена грантом Дага Гаммаршельда за відданість питанням міжнародної екології і миру. Влітку 2003 року працювала в Лондоні в якості баристи в Coffee Republic.
У 2011 році Енні Йоганссон одружилася з Карлом-Йоганом Лефом (раніше Карлссоном). Подружжя взяло спільне прізвище Леф на шлюбній церемонії. 

### Університетське навчання, стипендія
У вересні 2003 року Енні Йоганссон переїхала до Лунд, щоб навчатися на юридичному факультеті в університеті Лунда. Влітку 2005 і 2006 років вона працювала юрисконсульткою у Föreningssparbanken у рідному місті Вернаму, де її мати працювала радницею банку. У 2006 році взяла академічну відпустку, оскільки була обрана до Риксдагу на виборах 2006 року, пізніше продовжила навчання паралельно з роботою у парламенті. Закінчила навчання в серпні 2011 року. На юридичному факультеті вона вивчала факультативні курси кримінології та політології на базовому рівні, а також кримінальний процес та кримінальне право на вищому рівні. Вона вивчала два останні курси в Стокгольмському університеті. Написала дисертацію в галузі кримінального права і отримала найвищу оцінку (AB).
У 2008 році Йоганссон отримала стипендію програми Молодого європейського лідерства Молодих від Посольства США в Стокгольмі.  

### Рання політична кар'єра

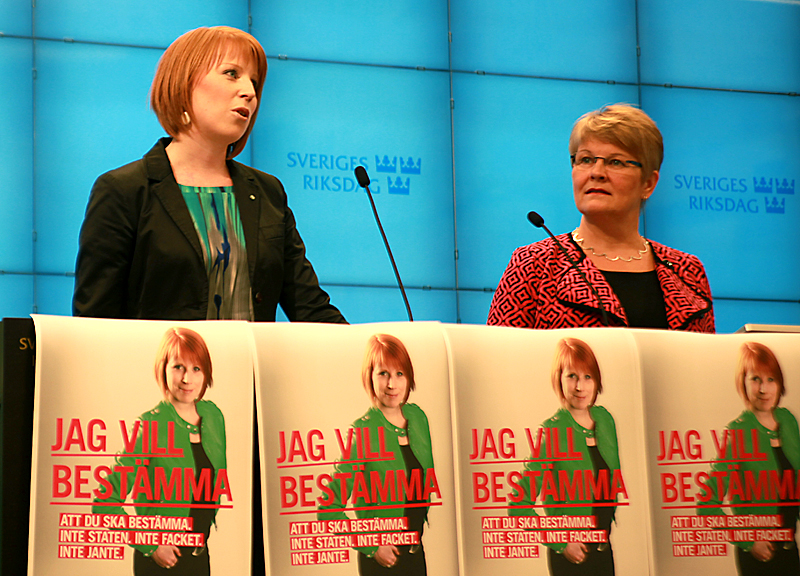
Лідерка партії Анні Леф і тогочасний лідер Центральної партії Мауд Олофссон під час прес-конференції в березні 2010 року.

Енні Йоганссон була активною в муніципальній політиці в комуні Вернамо між 2002 і 2010 роками. У 2002–2004 роках вона була депутаткою міської ради, входила до Громадського комітету у 2002–2004 роках. Йоганссон також була обраною у міську раду Вернаму в 2010 році, але залишила посаду через численні національні зобов'язання.
На парламентських виборах 2006 року Йоганссон за відкритими списками пройшла у Риксдаг від Партії Центру. Вона була наймолодшою з членів парламенту Швеції протягом 2006-2010 років. У 2006-2008 роках Йоганссон була заступницею члена шведської делегації Північної Ради. У 2006-2010 роках входила до Конституційної комісії, потім до фінансового комітету у 2010-2011 роках. Вона також була заступницею голови Комітету з питань юстиції (2006–2011) та Комітету з питань ринку праці (2009–2010). Після парламентських виборів у 2010 році Йоганссон була головою національної групи післяпродажного аналізу. Група аналізу представила свій звіт у січні 2011 року. У тому ж році вона стала спікеркою партії з питань господарства. Під час своєї роботи в парламенті служила в кількох урядових комісіях.
У січні 2007 року Енні Йоганссон спільно з колегою Фредеріком Федерлі заснувала мережу Ліберальна група для ліберально налаштованих людей всередині і поза межами Риксдагу. До травня того ж року вона була першою віцепрезидентом молодіжного союзу CUF. Протягом кількох років входила до ради молодіжного товариства Північного центру, яка інколи була другою за величиною партійно-політичною молодіжною організацією в скандинавських країнах. Окрім своїх парламентських обов'язків, Йоганссон протягом двох років входила до правління Coompanion, а також до правління університету Йончепінгу.

### Спікерка у справах політики конфіденційності
Протягом перших років роботи в парламенті Енні Йоганссон була однією з головних гравців у важливому питанні про закон FRA. Вона була спікеркою у справах політики конфіденційності Центристської партії і в цій ролі відкрито критикувала нове законодавство і вимагала вдосконалення вже восени 2007 року, коли Риксдаг займався цим питанням. До парламентського рішення про закон у червні 2007 року прийняття рішення було відкладено на рік меншістю, було відзначено, що Йоганссон і Фредрік Федерлей критикували цю пропозицію і вимагали поліпшення конфіденційності.
Те ж питання знову було піднято в 2008 році, і Йоганссон знову брала активну участь у дискусії. Коли дебати про законопроєкт наблизилися, стало зрозуміло, що депутати парламенту від урядових партій не дійшли згоди з питання. Медійний фокус був спрямований на депутатів, в першу чергу, Федерлі і Йоганссон, які висловили сумніви щодо законопроєкту. Медіа повідомляли про інтенсивні зустрічі партійних колег, а також про тиск через електронну пошту, листи та вебщоденники із закликами голосувати проти законопроєкту. У своєму виступі Йоганссон, як і Федерлі, подала заяву про повернення законопроєкту на допрацювання до Комітету оборони, інакше він буде відхилений. Законопроєкт був повторно поданий і після певних змін і обіцянок ще більше його допрацювати восени закон було прийнято за підтримки Йоганссон і Федерлі. Це викликало сильну реакцію з боку дуже критичних опонентів законопроєкту, але Йоганссон відкинула критику, заявивши, що вона звучить з уст тих, "хто взагалі не хотіли запронованих у законопроєкті змін". Фріда Йоганссон Метсо сказала, що звучить дивно, що Йоганссон і Федерлі вагалися, хоча пристали на такі невеликі корективи.

### Перший рік на чолі партії

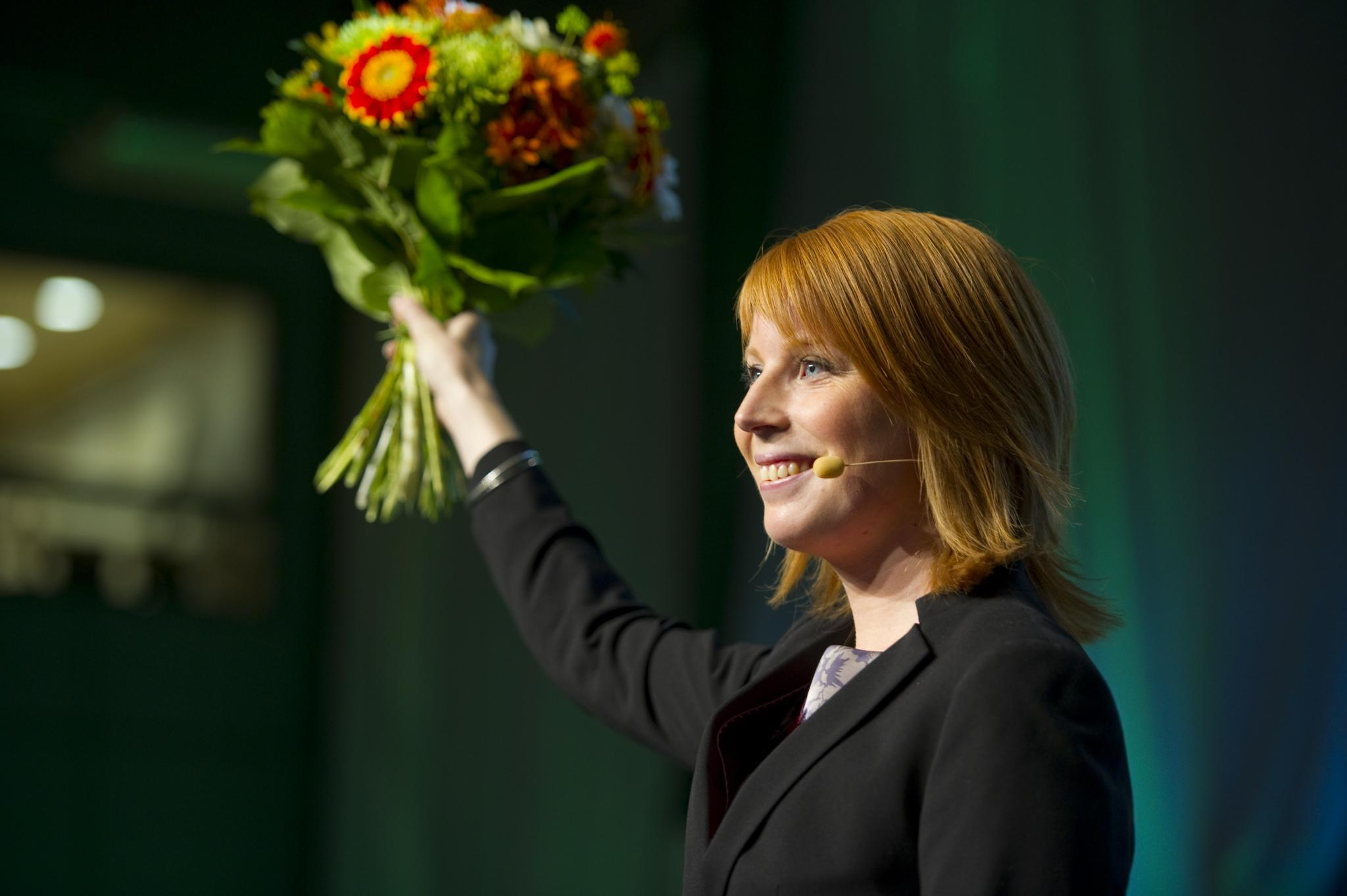
Енні Леф призначена лідеркою партії Центру 23 вересня 2011 року.

Енні (Йоганссон) Леф була обрана шляхом акламації новою лідеркою партії Центру як наступниця Мауд Олофссон, на з'їзді партії в Оре 23 вересня 2011 року. Таким чином, вона стала наймолодшою головою партії всіх часів. В той же час вона також стала міністеркою, коли взяла на себе посаду міністра підприємництва в уряді Рейнфельдта, яку займала минула лідерка партії. 

#### Рахунки представництва 2012 рік
30 липня 2012 року Dagens Nyheter повідомила, що департамент з питань житлово-комунального господарства і міського розвитку (що належить до Міністерства підприємництва, його представництво) з 2010 року послідовно порушує свої власні правила внутрішнього представництва та заплатив понад 16 мільйонів шведських крон за вечірки, відвідування готелів і конференції. 6 серпня 2012 року Леф вирішила звільнити генеральну директора департаменту Крістіну Лугнет. Незабаром після цього Aftonbladet звернулася до Міністерства підприємництва з проханням про подання документів. Документи показали, що Леф, порушуючи положення урядових відомств і власні правила Міністерства підприємництва, неодноразово дозволяла департаменту виставляти рахунок за більшість відвідувань ресторанів, включаючи внутрішні обіди для її персоналу. Партія Центру згодом повернула гроші, оскільки саме вона несе відповідальність за ці витрати.
Після того, як з'ясувалося, що Міністерство підприємництва намагалося приховати рахунки за вечірки і алкоголь, які опублікувала Aftonbladet, повідомлялося, що всі міністерства, за винятком одного, регулярно інформують свої відділи преси, коли вони подають документи журналістам, які, на їхню думку, можуть викликати питання  повідомив Лейф Пагроцький на розгляді справи в Конституційній комісії Після доповіді довіра до Леф упала, але вона залишилася на посаді, і Генрік Оскарсон, професор політології, зазначив, що виборці швидко забувають.

### Термін повноважень 2014–2018
Леф очолила Партію Центру на парламентських виборах 2014 року, коли партія разом з рештою Альянсу програла вибори. Згідно з опитуваннями, які проводилися протягом мандатного періоду 2010–2014 рр., партія не проходила 4% вибочий поріг, однак на виборах 2014 року партія набрала 6,11%, трохи менше від результатів 2010 року. Кількість депутатів від Партії Центру, однак, зменшилася принаймні серед партій Альянсу. Після парламентських виборів 2014 року відбувалося поступове збільшення як громадської думки стосовно Центристської партії, так і показників довіри до Леф в різних соціологічних опитуваннях. У 2017 році Леф мала найвищий рівень довіри серед усіх партійних лідерів у Швеції у кількох опитуваннях.
У 2017 році Леф уперше взяла участь у зустрічі Групи Білдерберга для глобальної силової еліти. Раніше в зустрічі брали участь прем'єр-міністри Швеції, такі як Стефан Левен (2013) та Фредрік Рейнфельдт (2006). У 2018 році вона була обрана до Тристоронньої комісії.
У квітні 2018 року Леф і Партія Центру разом з Першим урядом Левена і Лівою партією проголосували за суперечливий закон про середню школу про те, що діти-сироти без опікуна з Афганістану, які отримали відмову стосовно притулку у Швеції, матимуть новий шанс отримати дозвіл на проживання в Швеції, якщо почнуть вчитися.
У травні 2018 року Леф видала автобіографію "Sanningens ögonblick" (шв. "Момент істини"). Книга розповідає про її перший досвід в якості лідерки партії.
На парламентських виборах 2018 року Партія Центру отримала 8,6%, ставши четвертою найбільшою партією Риксдагу.

### Термін повноважень 2018-2022
14 листопада 2018 парламент голосував про призначення Ульфа Крістерссона, лідера Помірної партії прем'єр-міністром в уряді з поміркованими і християнськими демократами, що було зменшеною версією Альянсу. Голосування закінчилося 195 голосами проти і 154 голосами за. Центральна партія під керівництвом Леф, разом з лібералами, пішла за Червоно-зеленими, тоді як шведські демократи проголосували за цю пропозицію.  
У зв'язку з тим, що парламент проголосував проти Крістерссона, Леф прокоментувала, що вона може взяти на себе завдання пробації від спікера Андреаса Норлена. 15 листопада їй було призначено місію пробації для вивчення можливостей формування уряду. Таким чином, вона стала першою жінкою всіх часів, яким було призначено таке завдання. 22 листопада Леф відмовилася від цієї місії після невдалих переговорів.
18 січня 2019 року, під керівництвом Енні Леф, Центральна партія прийняла пропозицію щодо призначення Стефана Левена як прем'єр-міністра уряду, що складається з соціал-демократів і партії зелених.